# Giovanni Galli
Giovanni Galli (ur. 29 kwietnia 1958 w Pizie) – włoski piłkarz występujący na pozycji bramkarza.
Karierę piłkarską rozpoczynał w Fiorentinie, gdzie występował w latach 1977–1986. Następnie przeniósł się do Milanu, gdzie grał przez cztery sezony, z czego trzy regularnie. Później występował w klubach takich jak SSC Napoli, Torino FC i AC Parma. Karierę kończył w klubie Serie B A.S. Lucchese-Libertas. Został powołany na Mistrzostwa Świata 1982, ale nie pojawił się na boisku. W reprezentacji Włoch zadebiutował w meczu przeciwko Grecji 5 października 1983. Łącznie do 1986 rozegrał 19 meczów. Wystąpił na Mistrzostwach Świata 1986. Po zakończeniu kariery był skautem Fiorentiny oraz komentatorem radiowym i telewizyjnym. Jego synem był Niccolò Galli, także piłkarz, który zginął w 2001 w wypadku samochodowym w wieku 17 lat.

## Sukcesy piłkarskie
- Mistrzostwo Świata (1982)
- Mistrzostwo Włoch (1988)
- Zwycięstwo w Pucharze Krajowych Mistrzów Europy (1989, 1990)
- Zwycięstwo w Pucharze Interkontynentalnym (1989, 1990)
- Zwycięstwo w Pucharze UEFA (1995)
- Zwycięstwo w Superpucharze Włoch (1988)